# Kleine Hongaarse Laagvlakte

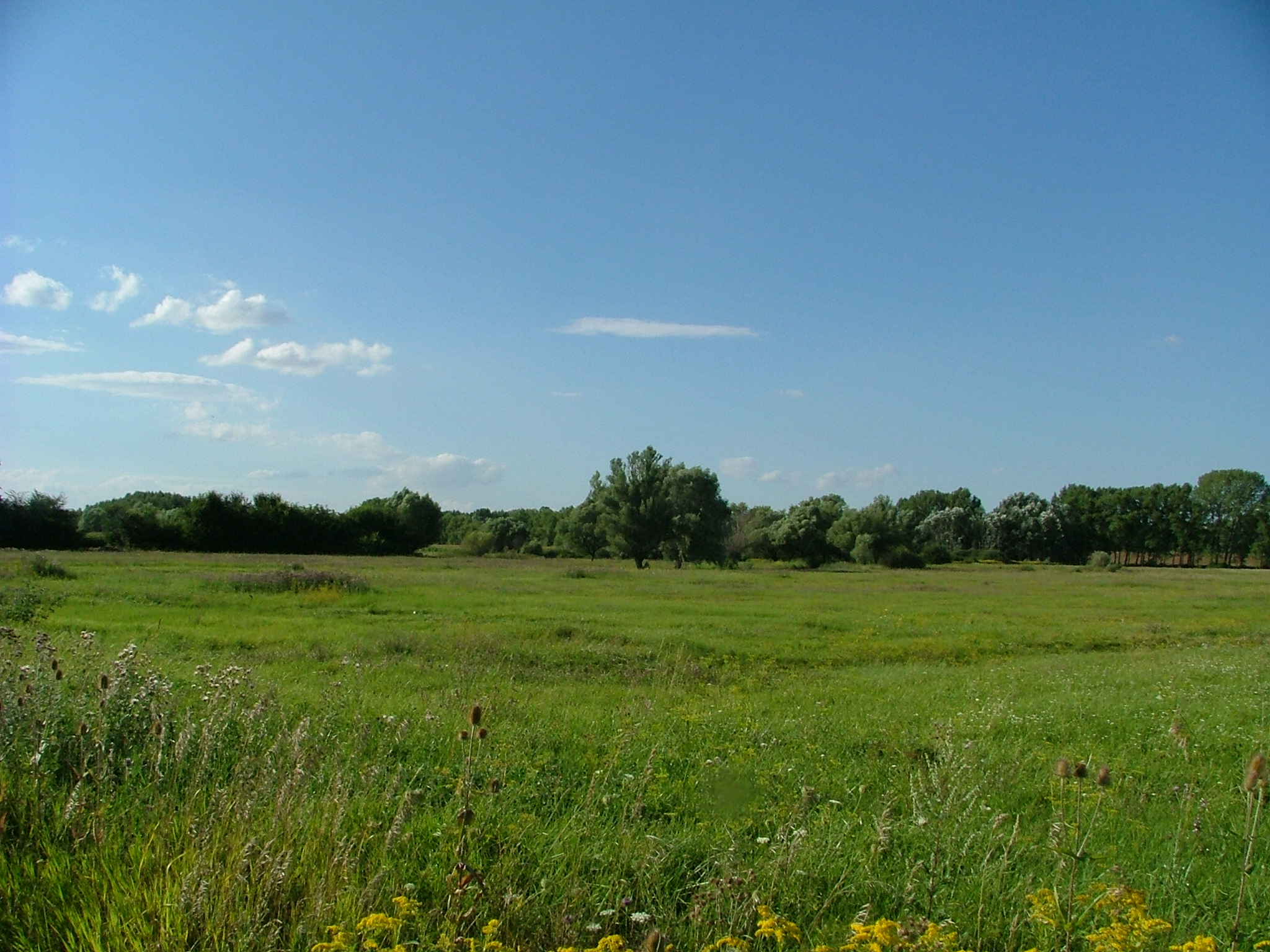
Drasland in Szigetköz (Kisalföld)

De Kleine Hongaarse Laagvlakte (Hongaars: Kisalföld, Slowaaks: Malá dunajská kotlina, Duits: Kleine Ungarische Tiefebene) is een vlakte die ligt in het noordwesten van Hongarije en het westen van Slowakije. Ook de Oostenrijkse Seewinkel, ten oosten van het Neusiedler Meer, wordt tot het gebied gerekend. 
De vlakte is onderdeel van de Pannonische vlakte. De oppervlakte is 8.000 km², waarvan 4.000 km² op Hongaars grondgebied. Het gebied wordt doormidden gedeeld door de rivier de Donau, die hier vanwege het geringe verval in vele rivierarmen is gesplitst. Het gebied ligt op ca. 110 tot 140 meter boven Adriatisch zeeniveau.